# Anomalocaris
Anomalocaris (în greacă "crevete anormal") este un gen de  anonalocaridid,o familie de animale strâns înrudite cu așa zisele artropode arhaice. Primele fosile ale lui Anonalocaris au fost descoperite în  Ogygopsis Shale de către Joseph Frederick Whiteaves, cu mai multe exemplare găsite de către Charles Doolittle Walcott în faimosul Burgess Shale. Original câteva părți au fost găsite separat (gura, apendicile de hrănire și coada) care sau dovedit a fi creaturi separate, o greșeală corectată de către Harry B. Whittington și Derek Briggs într-un articol dintr-un jurnal din anul 1985.